# 히로시마 신칸센 운전소
히로시마 신칸센 운전소(일본어: 広島新幹線運転所)는 일본 히로시마현 히로시마시 히가시구에 있는 신칸센 차량 사업소이다.